# 니케포로스 그레고라스
니케포로스 그레고라스(그리스어:Νικηφόρος Γρηγορᾶς, 1295년 경 - 1360년)는 동로마 제국의 천문학자, 역사가, 신학자이다.

## 생애
니케포로스 그레고라스는 헤라클레이아 폰티카에서 태어났으며, 어린 나이에 그는 콘스탄티노폴리스에 정착하였고, 안드로니코스 2세는 그를 기록 보관소 책임자로 임명하였다. 1326년 그레고라스는 황제에게 달력을 개혁하는 것을 제안하였지만 황제는 대중의 반응이 두려워 달력을 개혁하는 것을 거부하였다.

### 안드로니쿠스 2세의 몰락
안드로니쿠스 2세가 1328년 그의 손자 안드로니쿠스 3세에 의해 폐위되었을 때, 그레고라스는 그의 몰락과 함께 은퇴했다. 칼라브리아의 유명한 수도사 발람에게 공격을 받았고, 공개토론에서 그는 발람을 이겼다. 이것은 그의 명성을 크게 높여주었고 그에게 많은 제자들을 불러들였다.
그레고라스는 마지막까지 안드로니코스 2세에게 충성을 다했지만, 그가 죽은 후 손자의 호의를 얻어 교황 요한 22세의 사절단과의 협상을 성공적으로 수행했다.

### 헤시카즘 논쟁
1346년부터 그레고라스는 안나 황후의 격려로 헤시카즘 논쟁에 중요한 역할을 했으며, 이 논쟁의 주요 지지자인 그레고리우스 팔라마스에 대해 완강히 반대하는 글을 발표했다. 비록 그는 가노스의 요제프나 티레의 아르세니오스와 같은 몇몇 저명한 교인들을 설득했지만, 그의 의견은 요한네스 6세 황제의 신학적 입장과는 반대였다. 그는 1351년 제5차 콘스탄티노폴리스 공의회에서 자신의 견해를 상세히 발표했지만, 공의회는 그레고리오스 팔라마스의 교리를 정교회의 교리를 선언했다.
그레고리오 팔라마스의 교리가 정교회의 대다수에게 받아들여졌지만, 그레고라스는 공회의에 의해 정교회에 강요된 교리에 반대하는 운동을 계속했다. 그는 수도사가 되었고 요한네스 6세와의 우정을 파괴하면서 팔라마스의 교리에 대한 대항에 전념했다. 그는 처음에는 가택 연금에 처해졌고, 그 후 코라 수도원에 감금되었다. 1354년 그레고라스는 수도원에서 풀려났을 때 설교와 맹렬한 비난으로 돌아왔다.

## 저작
니케포로스 그레고라스의 주요 작품은 1204년에서 1359년까지를 다룬 37권의 책으로 된 그의 로마의 역사이다. 그의 책은 게오르기오스 파키메레스의 책을 보충을 하며, 요한네스 6세 칸타쿠제노스의 책과 상호보안 및 교정을 한다.